# ‘Izbat al Burj
‘Izbat al Burj (arabiska عزبةالبرج) är en ort i Egypten. Den ligger i guvernementet ad-Daqahliyya, i den norra delen av landet, 170 km norr om huvudstaden Kairo. ‘Izbat al Burj ligger 8 meter över havet och folkmängden uppgår till cirka 40 000 invånare.

## Geografi
Terrängen runt ‘Izbat al Burj är mycket platt. Havet är nära ‘Izbat al Burj åt nordväst. Runt ‘Izbat al Burj är det mycket tätbefolkat, med 2 261 invånare per kvadratkilometer. Närmaste större samhälle är Damietta, cirka 10 km söder om ‘Izbat al Burj. Trakten runt ‘Izbat al Burj består till största delen av jordbruksmark.